# 第谷·布拉赫撞击坑
第谷·布拉赫坑 （英語：Tycho Brahe）是火星上一座以名丹麦天文学家第谷·布拉赫之名命名的撞击坑。它位于火星 刻耳柏洛斯半球，其坐标约为南纬49.8°、西径213.9°，坐落在马茨陨击坑东南和希腊平原以东的一个区域中。

## 另请查看
- 小行星1677 第谷·布拉赫
- 月球上的第谷环形山
- 明亮的超新星第谷超新星